# 兵庫県道348号野村野村停車場線
兵庫県道348号野村野村停車場線（ひょうごけんどう348ごう のむらのむらていしゃじょうせん）は、兵庫県西脇市を通る一般県道である。

## 概要
西脇市野村町からJR西日本加古川線 西脇市駅（旧名：野村駅）に至る。

### 路線データ
- 起点：西脇市野村町（兵庫県道17号西脇三田線交点）
- 終点：西脇市野村町（JR西日本加古川線 西脇市駅前）
- 総延長：552 m

## 地理

### 通過する自治体
- 西脇市

### 交差する道路
| 交差する道路           | 交差する場所 | 交差する場所 |
| ---------------------- | ------------ | ------------ |
| 兵庫県道17号西脇三田線 | 野村町       | 起点         |

### 沿線
- JR西日本加古川線 西脇市駅